# Cristóbal de Mondragón

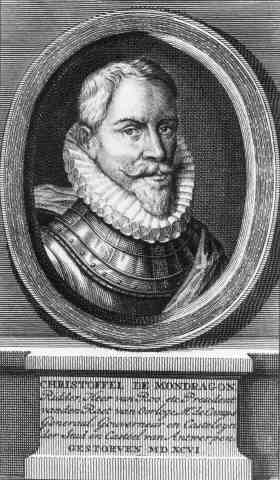
Cristóbal de Mondragón

Cristóbal de Mondragón y Otalora (* 1514 in Medina del Campo, Valladolid; † 4. Januar 1596 in Antwerpen) war ein Armeeführer im Achtzigjährigen Krieg, der u. a. die Rückeroberung der Burg Kerpen von den Niederländern unter Bilius von Utrecht am Dreikönigstag des Jahres 1579 befehligte.

## Leben

### Anfänge der militärischen Laufbahn
Cristóbal de Mondragón trat 1532 in das spanische Heer ein und nahm 1535 am Tunisfeldzug teil, 1544 an der Belagerung von Saint-Dizier und 1547 an der Schlacht bei Mühlberg. 1557 war er Gouverneur der Stadt Lens, die damals zur Habsburgermonarchie gehörte. Nach dem Frieden von Cateau-Cambrésis 1559 wurde er Gouverneur der Festung Damvillers im Herzogtum Luxemburg, einem Teil der Spanischen Niederlande. Ende 1568 oder Anfang 1569 wurde er zudem – unter Beibehaltung seines Kommandos in Damvillers – zum Gouverneur der Stadt Deventer ernannt.

### Achtzigjähriger Krieg
Im Achtzigjährigen Krieg befehligte er die wallonische und deutsche Truppeneinheiten im spanischen Dienst. 1572 wurde er europaweit durch eine wagemutige Unternehmung berühmt: Seine Soldaten rückten bei Niedrigwasser, oft bis zur Brust im Wasser watend, von Calfven bei Ossendrecht durch das Meer auf die Insel Zuid-Beveland vor. Durch diesen Überraschungsangriff befreite er das von den Geusen belagerte Goes. Daraufhin ernannte der Herzog von Alba ihn zum Statthalter von Zeeland. 1573/1574 wurde seine Truppen von den Truppen Wilhelm von Oraniens in Middelburg eingeschlossen. Die tapfere Verteidigung der Stadt, die er am 21. Februar 1574 unter ehrenvollen Bedingungen an Wilhelm übergeben musste, mehrten seinen Ruhm. 1575/1576 später belagerte er Zierikzee und nahm die Stadt ein. Nach der Eroberung dieser Stadt konnte er nicht verhindern, dass die spanischen Soldaten, die seit Jahren keinen Sold erhalten hatten, meuterten.
Von 1578 bis 1579 war er Statthalter von Limburg. Unter Alessandro Farnese nahm er, 1579, an der Belagerung von Maastricht teil. Sein letzter Feldzug war 1595. Es gelang ihm die Belagerung von Groenlo durch Prinz Moritz von Oranien zu durchbrechen, worauf Mondragón die Reiterei Philipps von Nassau vertrieb und diesen gefangen nahm.
Cristóbal de Mondragón starb als Gouverneur von Antwerpen in der dortigen Zitadelle.

## Gedenken
In Groenlo und Maastricht erinnern Straßen am Cristóbal de Mondragón.